# طواف الإمارات للسيدات 2023
طواف الإمارات للسيدات 2023 هو سباق دراجات هوائية، وهو موسم من طواف الإمارات للسيدات ‏، وأقيم خلال الفترة من 9 فبراير 2023، وحتى 12 فبراير 2023 ضمن سباقات طواف العالم للدراجات للسيدات 2023، وشارك فيه  118 متسابقاً ووصل إلى نهايته  110 متسابقاً.
فاز بالمركز الأول إليسا ونغو بورغيني، وفاز بالمركز الثاني وفي ترتيب النقاط للشباب Gaia Realini ‏، وفاز بالمركز الثالث Silvia Persico ‏، وتصدر تصنيف طواف العالم أماندا سبرات، وفاز في تصنيف السرعة Agnieszka Skalniak-Sójka ‏، وفاز في ترتيب الفرق يو أي أيه تيم 2023 ‏، وفاز في ترتيب النقاط Charlotte Kool ‏.

## الفرق
| فرق سيدات عالمية (13)- كانيون–إس آر إيه إم ريسينغ 2023 ‏ - فريق سنويب للسيدات ‏ - FDJ–Suez ‏ - بلانتور بورا سيلينج تيم ‏ - رالي سايكلنج 2023 ‏ - فريق كوجياس ميتلر لوك برو للدراجات ‏ - ليف ريسينغ ‏ - موفيستار للسيدات ‏ - إس دي وركس 2023 ‏ - Lidl–Trek (women's team) ‏ - Liv AlUla Jayco ‏ - يو أي أيه تيم 2023 ‏ - فريق أونو إكس برو للدراجات للسيدات 2023 ‏ فرق دراجات قارية سيدات (7)- بيبينك ‏ - Ceratizit Pro Cycling ‏ - تيم كوب هايتك بوردكتس ‏ - لابورال كوتكسا-فونداسيون يوسكادي 2023 ‏ - St. Michel–Preference Home–Auber93 (women's team) ‏ - توب قيرلز فسى برتولو 2023 ‏ - Zaaf Cycling Team ‏ |  |
| |  |

## المراحل
| قائمة المراحل | قائمة المراحل | قائمة المراحل                    | قائمة المراحل | قائمة المراحل | قائمة المراحل      | قائمة المراحل      |
| المرحلة       | التاريخ       | الدورة                           |               | المسافة (كم)  | الفائز بالمرحلة    | القائد العام       |
| ------------- | ------------- | -------------------------------- | ------------- | ------------- | ------------------ | ------------------ |
| المرحلة 1     | 9 فبراير      | دبيّ – دبيّ                        | مرحلة مستوية  | 109           | Charlotte Kool ‏    | Charlotte Kool ‏    |
| المرحلة 2     | 10 فبراير     | Al Dhafra Castle ‏ – مدينة المرفأ | مرحلة مستوية  | 133           | لورينا ويبيس       | لورينا ويبيس       |
| المرحلة 3     | 11 فبراير     | استاد هزاع بن زايد – جبل حفيت    | مرحلة التلال  | 107           | إليسا ونغو بورغيني | إليسا ونغو بورغيني |
| المرحلة 4     | 12 فبراير     | ابوظبي – ابوظبي                  | مرحلة مستوية  | 119           | Charlotte Kool ‏    | إليسا ونغو بورغيني |

## النتيجة

### مرحلة 1
هي مرحلة مستوية، أقيمت في 9 فبراير 2023، وامتدّت لمسافة 109 كيلومتر. فاز بالمركز الأول، وتصدر الترتيب العام في نهاية المرحلة وترتيب النقاط للشباب وترتيب النقاط Charlotte Kool ‏، وتصدر ترتيب الفرق Ceratizit Pro Cycling ‏، وتصدر ترتيب السرعة ليان ليبرت.
| التصنيف العام | التصنيف العام           | التصنيف العام                       | التصنيف العام | التصنيف العام |
| المتسابقة     | المتسابقة               | الفريق                              | الوقت         |               |
| ------------- | ----------------------- | ----------------------------------- | ------------- | ------------- |
| 1             | Charlotte Kool ‏         | فريق سنويب للسيدات ‏                 | 2 س 47 د 04 ث |               |
| 2             | لورينا ويبيس            | إس دي وركس ‏                         | + 4 ث         |               |
| 3             | كيارا كونسوني           | يو أي أيه تيم ‏                      | + 5 ث         |               |
| 4             | ليان ليبرت              | موفيستار للسيدات ‏                   | + 7 ث         |               |
| 5             | نينا كيسلر              | Liv AlUla Jayco ‏                    | + 8 ث         |               |
| 6             | Silvia Persico ‏         | يو أي أيه تيم ‏                      | + 8 ث         |               |
| 7             | Cristina Tonetti ‏       | توب قيرلز فسى برتولو ‏               | + 9 ث         |               |
| 8             | ماريا جوليا كونفالونيري | فريق أونو إكس برو للدراجات للسيدات ‏ | + 10 ث        |               |
| 9             | سارة روي                | كانيون–إس آر إيه إم ‏                | + 10 ث        |               |
| 10            | Tereza Neumanová ‏       | ليف ريسينغ ‏                         | + 10 ث        |               |
|               |                         |                                     |               |               |
|               |                         |                                     |               |               |

### مرحلة 2
هي مرحلة مستوية، أقيمت في 10 فبراير 2023، وامتدّت لمسافة 133 كيلومتر. فاز بالمركز الأول، وتصدر الترتيب العام في نهاية المرحلة وترتيب النقاط وترتيب النقاط للشباب لورينا ويبيس، وتصدر ترتيب الفرق Ceratizit Pro Cycling ‏، وتصدر ترتيب السرعة Agnieszka Skalniak-Sójka ‏.
| التصنيف العام | التصنيف العام      | التصنيف العام                                      | التصنيف العام | التصنيف العام |
| المتسابقة     | المتسابقة          | الفريق                                             | الوقت         |               |
| ------------- | ------------------ | -------------------------------------------------- | ------------- | ------------- |
| 1             | لورينا ويبيس       | إس دي وركس ‏                                        | 6 س 22 د 26 ث |               |
| 2             | Charlotte Kool ‏    | فريق سنويب للسيدات ‏                                | + 0 ث         |               |
| 3             | كيارا كونسوني      | يو أي أيه تيم ‏                                     | + 10 ث        |               |
| 4             | ليان ليبرت         | موفيستار للسيدات ‏                                  | + 13 ث        |               |
| 5             | مارتا باستيانيلي   | يو أي أيه تيم ‏                                     | + 13 ث        |               |
| 6             | إليسا ونغو بورغيني | Lidl–Trek (women's team) ‏                          | + 13 ث        |               |
| 7             | Silvia Persico ‏    | يو أي أيه تيم ‏                                     | + 14 ث        |               |
| 8             | سارة روي           | كانيون–إس آر إيه إم ‏                               | + 16 ث        |               |
| 9             | Mylène de Zoete ‏   | Ceratizit Pro Cycling ‏                             | + 16 ث        |               |
| 10            | روكسان فورنييه     | St. Michel–Preference Home–Auber93 (women's team) ‏ | + 16 ث        |               |
|               |                    |                                                    |               |               |
|               |                    |                                                    |               |               |

### مرحلة 3
هي مرحلة جبلية، أقيمت في 11 فبراير 2023، وامتدّت لمسافة 107 كيلومتر. فاز بالمركز الأول، وتصدر الترتيب العام في نهاية المرحلة إليسا ونغو بورغيني، وتصدر ترتيب النقاط لورينا ويبيس، وتصدر ترتيب الفرق يو أي أيه تيم 2023 ‏، وتصدر ترتيب السرعة Agnieszka Skalniak-Sójka ‏، وتصدر ترتيب النقاط للشباب Gaia Realini ‏.
| التصنيف العام | التصنيف العام       | التصنيف العام             | التصنيف العام | التصنيف العام |
| المتسابقة     | المتسابقة           | الفريق                    | الوقت         |               |
| ------------- | ------------------- | ------------------------- | ------------- | ------------- |
| 1             | إليسا ونغو بورغيني  | Lidl–Trek (women's team) ‏ | 9 س 10 د 53 ث |               |
| 2             | Gaia Realini ‏       | Lidl–Trek (women's team) ‏ | + 7 ث         |               |
| 3             | Silvia Persico ‏     | يو أي أيه تيم ‏            | + 1 د 18 ث    |               |
| 4             | Anna Shackley ‏      | إس دي وركس ‏               | + 1 د 35 ث    |               |
| 5             | Elise Chabbey ‏      | كانيون–إس آر إيه إم ‏      | + 1 د 58 ث    |               |
| 6             | Mikayla Harvey ‏     | يو أي أيه تيم ‏            | + 2 د 02 ث    |               |
| 7             | ثريا بالادين        | كانيون–إس آر إيه إم ‏      | + 2 د 06 ث    |               |
| 8             | Esmée Peperkamp ‏    | فريق سنويب للسيدات ‏       | + 2 د 22 ث    |               |
| 9             | ليان ليبرت          | موفيستار للسيدات ‏         | + 2 د 35 ث    |               |
| 10            | Mareille Meijering ‏ | Zaaf Cycling Team ‏        | + 2 د 37 ث    |               |
|               |                     |                           |               |               |
|               |                     |                           |               |               |

### مرحلة 4
هي مرحلة مستوية، أقيمت في 12 فبراير 2023، وامتدّت لمسافة 119 كيلومتر. فاز بالمركز الأول، وتصدر ترتيب النقاط Charlotte Kool ‏، وتصدر الترتيب العام في نهاية المرحلة إليسا ونغو بورغيني، وتصدر ترتيب السرعة Agnieszka Skalniak-Sójka ‏.

## المشاركون
| FDJ–Suez ‏ FST | FDJ–Suez ‏ FST      | FDJ–Suez ‏ FST |
| ------------- | ------------------ | ------------- |
| م             | عداء               | مرتبة         |
| 1             | غريس براون         | 58            |
| 2             | مارتا كافالي       | 19            |
| 3             | إميليا فهلين       | 90            |
| 4             | Maëlle Grossetête ‏ | 66            |
| 5             | Victorie Guilman ‏  | 59            |
| 6             | غلاديس فيرهلست ‏    | 45            |

| بيبينك ‏ BPK | بيبينك ‏ BPK         | بيبينك ‏ BPK      |
| ----------- | ------------------- | ---------------- |
| م           | عداء                | مرتبة            |
| 11          | Valentina Basilico ‏ | 78               |
| 12          | Matilde Bertolini‏   | لم يكمل السباق   |
| 13          | Lara Crestanello ‏   | 101              |
| 14          | Alessia Patuelli ‏   | 62               |
| 15          | Prisca Savi‏         | 104              |
| 16          | Jade Teolis‏         | لم يكمل السباق-2 |

| كانيون–إس آر إيه إم ‏ CSR | كانيون–إس آر إيه إم ‏ CSR  | كانيون–إس آر إيه إم ‏ CSR |
| ------------------------ | ------------------------- | ------------------------ |
| م                        | عداء                      | مرتبة                    |
| 21                       | ثريا بالادين              | 7                        |
| 22                       | Elise Chabbey ‏            | 5                        |
| 23                       | تيفاني كرومويل            | 23                       |
| 24                       | Pauliena Rooijakkers ‏     | 30                       |
| 25                       | سارة روي                  | 64                       |
| 26                       | Agnieszka Skalniak-Sójka ‏ | 39                       |

| Ceratizit Pro Cycling ‏ WNT | Ceratizit Pro Cycling ‏ WNT | Ceratizit Pro Cycling ‏ WNT |
| -------------------------- | -------------------------- | -------------------------- |
| م                          | عداء                       | مرتبة                      |
| 31                         | Arianna Fidanza ‏           | 12                         |
| 32                         | ساندرا ألونسو              | 92                         |
| 33                         | Laura Asencio ‏             | 95                         |
| 34                         | Nadine Gill ‏               | 20                         |
| 35                         | Mylène de Zoete ‏           | 83                         |
| 36                         | Marta Lach ‏                | 43                         |

| بلانتور بورا سيلينج تيم ‏ FED | بلانتور بورا سيلينج تيم ‏ FED    | بلانتور بورا سيلينج تيم ‏ FED |
| ---------------------------- | ------------------------------- | ---------------------------- |
| م                            | عداء                            | مرتبة                        |
| 41                           | Kim de Baat ‏ (طريق)             | 99                           |
| 42                           | Evy Kuijpers ‏                   | 70                           |
| 43                           | Christina Schweinberger ‏ (طريق) | 29                           |
| 44                           | Petra Stiasny ‏                  | 72                           |
| 45                           | Marthe Truyen ‏                  | 69                           |
| 46                           | Julie Van de Velde ‏             | 67                           |

| رالي سايكلنج ‏ HPW | رالي سايكلنج ‏ HPW        | رالي سايكلنج ‏ HPW |
| ----------------- | ------------------------ | ----------------- |
| م                 | عداء                     | مرتبة             |
| 51                | Alice Barnes             | 84                |
| 52                | Nina Buijsman ‏           | 22                |
| 53                | Kaia Schmid ‏             | 37                |
| 54                | Marjolein van 't Geloof ‏ | 73                |
| 55                | ليلي وليامز              | 38                |
| 56                | Eri Yonamine ‏            | 60                |

| فريق كوجياس ميتلر لوك برو للدراجات ‏ CGS | فريق كوجياس ميتلر لوك برو للدراجات ‏ CGS | فريق كوجياس ميتلر لوك برو للدراجات ‏ CGS |
| --------------------------------------- | --------------------------------------- | --------------------------------------- |
| م                                       | عداء                                    | مرتبة                                   |
| 61                                      | Sofia Collinelli ‏                       | 79                                      |
| 62                                      | كارولين باور (طريق)                     | 54                                      |
| 63                                      | تمارا بالابولينا ‏ (طريق)                | لم يكمل السباق-2                        |
| 64                                      | Nguyễn Thị Thật ‏ (طريق)                 | 100                                     |
| 65                                      | Claire Steels ‏                          | 11                                      |
| 66                                      | Lara Vieceli ‏                           | 55                                      |

| لابورال كوتكسا فونداسيون يوسكادي ‏ LKF | لابورال كوتكسا فونداسيون يوسكادي ‏ LKF | لابورال كوتكسا فونداسيون يوسكادي ‏ LKF |
| ------------------------------------- | ------------------------------------- | ------------------------------------- |
| م                                     | عداء                                  | مرتبة                                 |
| 71                                    | إيدر ميرينو كورتازار                  | 65                                    |
| 72                                    | Ines Cantera‏                          | 107                                   |
| 73                                    | Idoia Eraso ‏                          | 87                                    |
| 74                                    | Lija Laizāne                          | 106                                   |
| 75                                    | Aileen Schweikart ‏                    | 94                                    |
| 76                                    | Alba Teruel Ribes ‏                    | 27                                    |

| ليف ريسينغ ‏ LIV | ليف ريسينغ ‏ LIV          | ليف ريسينغ ‏ LIV  |
| --------------- | ------------------------ | ---------------- |
| م               | عداء                     | مرتبة            |
| 81              | ثاليتا دي جونج           | لم يكمل السباق-3 |
| 82              | Valerie Demey ‏           | 52               |
| 83              | Marta Jaskulska ‏         | 32               |
| 84              | إيفا بورمان              | 91               |
| 85              | Tereza Neumanová ‏ (طريق) | 47               |
| 86              | Silke Smulders ‏          | 28               |

| موفيستار للسيدات ‏ MOV | موفيستار للسيدات ‏ MOV  | موفيستار للسيدات ‏ MOV |
| --------------------- | ---------------------- | --------------------- |
| م                     | عداء                   | مرتبة                 |
| 91                    | ليان ليبرت (طريق)      | 9                     |
| 92                    | أود بيانيك             | 96                    |
| 93                    | Emma Norsgaard         | 74                    |
| 94                    | أليسيا غونزاليس بلانكو | 71                    |
| 95                    | شيلا جوتيريز           | 97                    |
| 96                    | غلوريا رودريغيز        | 105                   |

| St. Michel–Preference Home–Auber93 (women's team) ‏ AUB | St. Michel–Preference Home–Auber93 (women's team) ‏ AUB | St. Michel–Preference Home–Auber93 (women's team) ‏ AUB |
| ------------------------------------------------------ | ------------------------------------------------------ | ------------------------------------------------------ |
| م                                                      | عداء                                                   | مرتبة                                                  |
| 101                                                    | روكسان فورنييه                                         | 46                                                     |
| 102                                                    | Simone Boilard ‏                                        | 16                                                     |
| 103                                                    | Coralie Demay ‏                                         | 40                                                     |
| 104                                                    | Camille Fahy ‏                                          | 76                                                     |
| 105                                                    | Dilyxine Miermont ‏                                     | 13                                                     |
| 106                                                    | Margot Pompanon ‏                                       | لم يكمل السباق-3                                       |

| تيم كوب هايتك بوردكتس ‏ HPU | تيم كوب هايتك بوردكتس ‏ HPU | تيم كوب هايتك بوردكتس ‏ HPU |
| -------------------------- | -------------------------- | -------------------------- |
| م                          | عداء                       | مرتبة                      |
| 111                        | Josie Nelson ‏              | 88                         |
| 112                        | Emma Boogaard ‏             | 89                         |
| 113                        | India Grangier ‏            | 33                         |
| 114                        | Ane Iversen‏                | لم يكمل السباق-2           |
| 115                        | NOR                        | 25                         |
| 116                        | Nora Tveit ‏                | 110                        |

| فريق سنويب للسيدات ‏ DSM | فريق سنويب للسيدات ‏ DSM | فريق سنويب للسيدات ‏ DSM |
| ----------------------- | ----------------------- | ----------------------- |
| م                       | عداء                    | مرتبة                   |
| 121                     | فايفر جورجي             | 17                      |
| 122                     | Daniek Hengeveld ‏       | 85                      |
| 123                     | فرانشيسكا كوش ‏          | 63                      |
| 124                     | Charlotte Kool ‏         | 68                      |
| 125                     | Esmée Peperkamp ‏        | 8                       |
| 126                     | Maeve Plouffe ‏          | 80                      |

| Liv AlUla Jayco ‏ BEX | Liv AlUla Jayco ‏ BEX | Liv AlUla Jayco ‏ BEX |
| -------------------- | -------------------- | -------------------- |
| م                    | عداء                 | مرتبة                |
| 131                  | كريستين فولكنر       | 21                   |
| 132                  | جورجيا بيكر          | 61                   |
| 133                  | Ingvild Gåskjenn ‏    | 102                  |
| 134                  | نينا كيسلر           | 53                   |
| 135                  | Chelsie Tan‏          | لم يكمل السباق-2     |
| 136                  | Urška Žigart ‏        | لم يكمل السباق-3     |

| إس دي وركس ‏ SDW | إس دي وركس ‏ SDW | إس دي وركس ‏ SDW |
| --------------- | --------------- | --------------- |
| م               | عداء            | مرتبة           |
| 141             | لورينا ويبيس    | 41              |
| 143             | باربرا جوارشي   | 50              |
| 144             | فيمكا ماركوس    | 49              |
| 145             | Anna Shackley ‏  | 4               |
| 146             | Lonneke Uneken ‏ | 56              |

| توب قيرلز فسى برتولو ‏ TOP | توب قيرلز فسى برتولو ‏ TOP | توب قيرلز فسى برتولو ‏ TOP |
| ------------------------- | ------------------------- | ------------------------- |
| م                         | عداء                      | مرتبة                     |
| 151                       | Alessia Vigilia ‏          | 35                        |
| 152                       | Giorgia Bariani ‏          | 75                        |
| 153                       | Vanessa Michieletto ‏      | 109                       |
| 154                       | Iris Monticolo ‏           | 108                       |
| 155                       | Alice Palazzi‏             | 103                       |
| 156                       | Cristina Tonetti ‏         | 82                        |

| Lidl–Trek (women's team) ‏ TFS | Lidl–Trek (women's team) ‏ TFS | Lidl–Trek (women's team) ‏ TFS |
| ----------------------------- | ----------------------------- | ----------------------------- |
| م                             | عداء                          | مرتبة                         |
| 161                           | إليسا ونغو بورغيني            | 1                             |
| 162                           | Elynor Bäckstedt ‏             | 81                            |
| 163                           | Lauretta Hanson ‏              | 48                            |
| 164                           | Gaia Realini ‏                 | 2                             |
| 165                           | Ilaria Sanguineti ‏            | 57                            |

| يو أي أيه تيم ‏ UAD | يو أي أيه تيم ‏ UAD  | يو أي أيه تيم ‏ UAD |
| ------------------ | ------------------- | ------------------ |
| م                  | عداء                | مرتبة              |
| 171                | مارتا باستيانيلي    | 34                 |
| 172                | يوجينة بوجاك (طريق) | 18                 |
| 173                | كيارا كونسوني       | 42                 |
| 174                | Mikayla Harvey ‏     | 6                  |
| 175                | Silvia Persico ‏     | 3                  |
| 176                | Anna Trevisi ‏       | 36                 |

| فريق أونو إكس برو للدراجات للسيدات ‏ UXT | فريق أونو إكس برو للدراجات للسيدات ‏ UXT | فريق أونو إكس برو للدراجات للسيدات ‏ UXT |
| --------------------------------------- | --------------------------------------- | --------------------------------------- |
| م                                       | عداء                                    | مرتبة                                   |
| 181                                     | ماريا جوليا كونفالونيري                 | 24                                      |
| 182                                     | Anniina Ahtosalo ‏ (طريق)                | 77                                      |
| 183                                     | هانا بارنز                              | 98                                      |
| 184                                     | هانا لودفيغ                             | 14                                      |
| 185                                     | Amalie Lutro ‏                           | 31                                      |
| 186                                     | Anne Dorthe Ysland ‏                     | 26                                      |

| Zaaf Cycling Team ‏ ZAF | Zaaf Cycling Team ‏ ZAF | Zaaf Cycling Team ‏ ZAF |
| ---------------------- | ---------------------- | ---------------------- |
| م                      | عداء                   | مرتبة                  |
| 191                    | Audrey Cordon-Ragot    | 51                     |
| 192                    | Maggie Coles-Lyster ‏   | 44                     |
| 193                    | Danielle De Francesco ‏ | 93                     |
| 194                    | Mareille Meijering ‏    | 10                     |
| 195                    | Nikola Nosková ‏        | 15                     |
| 196                    | Emanuela Zanetti‏       | 86                     |

| FDJ–Suez ‏ FST | FDJ–Suez ‏ FST      | FDJ–Suez ‏ FST |
| ------------- | ------------------ | ------------- |
| م             | عداء               | مرتبة         |
| 1             | غريس براون         | 58            |
| 2             | مارتا كافالي       | 19            |
| 3             | إميليا فهلين       | 90            |
| 4             | Maëlle Grossetête ‏ | 66            |
| 5             | Victorie Guilman ‏  | 59            |
| 6             | غلاديس فيرهلست ‏    | 45            |

| بيبينك ‏ BPK | بيبينك ‏ BPK         | بيبينك ‏ BPK      |
| ----------- | ------------------- | ---------------- |
| م           | عداء                | مرتبة            |
| 11          | Valentina Basilico ‏ | 78               |
| 12          | Matilde Bertolini‏   | لم يكمل السباق   |
| 13          | Lara Crestanello ‏   | 101              |
| 14          | Alessia Patuelli ‏   | 62               |
| 15          | Prisca Savi‏         | 104              |
| 16          | Jade Teolis‏         | لم يكمل السباق-2 |

| كانيون–إس آر إيه إم ‏ CSR | كانيون–إس آر إيه إم ‏ CSR  | كانيون–إس آر إيه إم ‏ CSR |
| ------------------------ | ------------------------- | ------------------------ |
| م                        | عداء                      | مرتبة                    |
| 21                       | ثريا بالادين              | 7                        |
| 22                       | Elise Chabbey ‏            | 5                        |
| 23                       | تيفاني كرومويل            | 23                       |
| 24                       | Pauliena Rooijakkers ‏     | 30                       |
| 25                       | سارة روي                  | 64                       |
| 26                       | Agnieszka Skalniak-Sójka ‏ | 39                       |

| Ceratizit Pro Cycling ‏ WNT | Ceratizit Pro Cycling ‏ WNT | Ceratizit Pro Cycling ‏ WNT |
| -------------------------- | -------------------------- | -------------------------- |
| م                          | عداء                       | مرتبة                      |
| 31                         | Arianna Fidanza ‏           | 12                         |
| 32                         | ساندرا ألونسو              | 92                         |
| 33                         | Laura Asencio ‏             | 95                         |
| 34                         | Nadine Gill ‏               | 20                         |
| 35                         | Mylène de Zoete ‏           | 83                         |
| 36                         | Marta Lach ‏                | 43                         |

| بلانتور بورا سيلينج تيم ‏ FED | بلانتور بورا سيلينج تيم ‏ FED    | بلانتور بورا سيلينج تيم ‏ FED |
| ---------------------------- | ------------------------------- | ---------------------------- |
| م                            | عداء                            | مرتبة                        |
| 41                           | Kim de Baat ‏ (طريق)             | 99                           |
| 42                           | Evy Kuijpers ‏                   | 70                           |
| 43                           | Christina Schweinberger ‏ (طريق) | 29                           |
| 44                           | Petra Stiasny ‏                  | 72                           |
| 45                           | Marthe Truyen ‏                  | 69                           |
| 46                           | Julie Van de Velde ‏             | 67                           |

| رالي سايكلنج ‏ HPW | رالي سايكلنج ‏ HPW        | رالي سايكلنج ‏ HPW |
| ----------------- | ------------------------ | ----------------- |
| م                 | عداء                     | مرتبة             |
| 51                | Alice Barnes             | 84                |
| 52                | Nina Buijsman ‏           | 22                |
| 53                | Kaia Schmid ‏             | 37                |
| 54                | Marjolein van 't Geloof ‏ | 73                |
| 55                | ليلي وليامز              | 38                |
| 56                | Eri Yonamine ‏            | 60                |

| فريق كوجياس ميتلر لوك برو للدراجات ‏ CGS | فريق كوجياس ميتلر لوك برو للدراجات ‏ CGS | فريق كوجياس ميتلر لوك برو للدراجات ‏ CGS |
| --------------------------------------- | --------------------------------------- | --------------------------------------- |
| م                                       | عداء                                    | مرتبة                                   |
| 61                                      | Sofia Collinelli ‏                       | 79                                      |
| 62                                      | كارولين باور (طريق)                     | 54                                      |
| 63                                      | تمارا بالابولينا ‏ (طريق)                | لم يكمل السباق-2                        |
| 64                                      | Nguyễn Thị Thật ‏ (طريق)                 | 100                                     |
| 65                                      | Claire Steels ‏                          | 11                                      |
| 66                                      | Lara Vieceli ‏                           | 55                                      |

| لابورال كوتكسا فونداسيون يوسكادي ‏ LKF | لابورال كوتكسا فونداسيون يوسكادي ‏ LKF | لابورال كوتكسا فونداسيون يوسكادي ‏ LKF |
| ------------------------------------- | ------------------------------------- | ------------------------------------- |
| م                                     | عداء                                  | مرتبة                                 |
| 71                                    | إيدر ميرينو كورتازار                  | 65                                    |
| 72                                    | Ines Cantera‏                          | 107                                   |
| 73                                    | Idoia Eraso ‏                          | 87                                    |
| 74                                    | Lija Laizāne                          | 106                                   |
| 75                                    | Aileen Schweikart ‏                    | 94                                    |
| 76                                    | Alba Teruel Ribes ‏                    | 27                                    |

| ليف ريسينغ ‏ LIV | ليف ريسينغ ‏ LIV          | ليف ريسينغ ‏ LIV  |
| --------------- | ------------------------ | ---------------- |
| م               | عداء                     | مرتبة            |
| 81              | ثاليتا دي جونج           | لم يكمل السباق-3 |
| 82              | Valerie Demey ‏           | 52               |
| 83              | Marta Jaskulska ‏         | 32               |
| 84              | إيفا بورمان              | 91               |
| 85              | Tereza Neumanová ‏ (طريق) | 47               |
| 86              | Silke Smulders ‏          | 28               |

| موفيستار للسيدات ‏ MOV | موفيستار للسيدات ‏ MOV  | موفيستار للسيدات ‏ MOV |
| --------------------- | ---------------------- | --------------------- |
| م                     | عداء                   | مرتبة                 |
| 91                    | ليان ليبرت (طريق)      | 9                     |
| 92                    | أود بيانيك             | 96                    |
| 93                    | Emma Norsgaard         | 74                    |
| 94                    | أليسيا غونزاليس بلانكو | 71                    |
| 95                    | شيلا جوتيريز           | 97                    |
| 96                    | غلوريا رودريغيز        | 105                   |

| St. Michel–Preference Home–Auber93 (women's team) ‏ AUB | St. Michel–Preference Home–Auber93 (women's team) ‏ AUB | St. Michel–Preference Home–Auber93 (women's team) ‏ AUB |
| ------------------------------------------------------ | ------------------------------------------------------ | ------------------------------------------------------ |
| م                                                      | عداء                                                   | مرتبة                                                  |
| 101                                                    | روكسان فورنييه                                         | 46                                                     |
| 102                                                    | Simone Boilard ‏                                        | 16                                                     |
| 103                                                    | Coralie Demay ‏                                         | 40                                                     |
| 104                                                    | Camille Fahy ‏                                          | 76                                                     |
| 105                                                    | Dilyxine Miermont ‏                                     | 13                                                     |
| 106                                                    | Margot Pompanon ‏                                       | لم يكمل السباق-3                                       |

| تيم كوب هايتك بوردكتس ‏ HPU | تيم كوب هايتك بوردكتس ‏ HPU | تيم كوب هايتك بوردكتس ‏ HPU |
| -------------------------- | -------------------------- | -------------------------- |
| م                          | عداء                       | مرتبة                      |
| 111                        | Josie Nelson ‏              | 88                         |
| 112                        | Emma Boogaard ‏             | 89                         |
| 113                        | India Grangier ‏            | 33                         |
| 114                        | Ane Iversen‏                | لم يكمل السباق-2           |
| 115                        | NOR                        | 25                         |
| 116                        | Nora Tveit ‏                | 110                        |

| فريق سنويب للسيدات ‏ DSM | فريق سنويب للسيدات ‏ DSM | فريق سنويب للسيدات ‏ DSM |
| ----------------------- | ----------------------- | ----------------------- |
| م                       | عداء                    | مرتبة                   |
| 121                     | فايفر جورجي             | 17                      |
| 122                     | Daniek Hengeveld ‏       | 85                      |
| 123                     | فرانشيسكا كوش ‏          | 63                      |
| 124                     | Charlotte Kool ‏         | 68                      |
| 125                     | Esmée Peperkamp ‏        | 8                       |
| 126                     | Maeve Plouffe ‏          | 80                      |

| Liv AlUla Jayco ‏ BEX | Liv AlUla Jayco ‏ BEX | Liv AlUla Jayco ‏ BEX |
| -------------------- | -------------------- | -------------------- |
| م                    | عداء                 | مرتبة                |
| 131                  | كريستين فولكنر       | 21                   |
| 132                  | جورجيا بيكر          | 61                   |
| 133                  | Ingvild Gåskjenn ‏    | 102                  |
| 134                  | نينا كيسلر           | 53                   |
| 135                  | Chelsie Tan‏          | لم يكمل السباق-2     |
| 136                  | Urška Žigart ‏        | لم يكمل السباق-3     |

| إس دي وركس ‏ SDW | إس دي وركس ‏ SDW | إس دي وركس ‏ SDW |
| --------------- | --------------- | --------------- |
| م               | عداء            | مرتبة           |
| 141             | لورينا ويبيس    | 41              |
| 143             | باربرا جوارشي   | 50              |
| 144             | فيمكا ماركوس    | 49              |
| 145             | Anna Shackley ‏  | 4               |
| 146             | Lonneke Uneken ‏ | 56              |

| توب قيرلز فسى برتولو ‏ TOP | توب قيرلز فسى برتولو ‏ TOP | توب قيرلز فسى برتولو ‏ TOP |
| ------------------------- | ------------------------- | ------------------------- |
| م                         | عداء                      | مرتبة                     |
| 151                       | Alessia Vigilia ‏          | 35                        |
| 152                       | Giorgia Bariani ‏          | 75                        |
| 153                       | Vanessa Michieletto ‏      | 109                       |
| 154                       | Iris Monticolo ‏           | 108                       |
| 155                       | Alice Palazzi‏             | 103                       |
| 156                       | Cristina Tonetti ‏         | 82                        |

| Lidl–Trek (women's team) ‏ TFS | Lidl–Trek (women's team) ‏ TFS | Lidl–Trek (women's team) ‏ TFS |
| ----------------------------- | ----------------------------- | ----------------------------- |
| م                             | عداء                          | مرتبة                         |
| 161                           | إليسا ونغو بورغيني            | 1                             |
| 162                           | Elynor Bäckstedt ‏             | 81                            |
| 163                           | Lauretta Hanson ‏              | 48                            |
| 164                           | Gaia Realini ‏                 | 2                             |
| 165                           | Ilaria Sanguineti ‏            | 57                            |

| يو أي أيه تيم ‏ UAD | يو أي أيه تيم ‏ UAD  | يو أي أيه تيم ‏ UAD |
| ------------------ | ------------------- | ------------------ |
| م                  | عداء                | مرتبة              |
| 171                | مارتا باستيانيلي    | 34                 |
| 172                | يوجينة بوجاك (طريق) | 18                 |
| 173                | كيارا كونسوني       | 42                 |
| 174                | Mikayla Harvey ‏     | 6                  |
| 175                | Silvia Persico ‏     | 3                  |
| 176                | Anna Trevisi ‏       | 36                 |

| فريق أونو إكس برو للدراجات للسيدات ‏ UXT | فريق أونو إكس برو للدراجات للسيدات ‏ UXT | فريق أونو إكس برو للدراجات للسيدات ‏ UXT |
| --------------------------------------- | --------------------------------------- | --------------------------------------- |
| م                                       | عداء                                    | مرتبة                                   |
| 181                                     | ماريا جوليا كونفالونيري                 | 24                                      |
| 182                                     | Anniina Ahtosalo ‏ (طريق)                | 77                                      |
| 183                                     | هانا بارنز                              | 98                                      |
| 184                                     | هانا لودفيغ                             | 14                                      |
| 185                                     | Amalie Lutro ‏                           | 31                                      |
| 186                                     | Anne Dorthe Ysland ‏                     | 26                                      |

| Zaaf Cycling Team ‏ ZAF | Zaaf Cycling Team ‏ ZAF | Zaaf Cycling Team ‏ ZAF |
| ---------------------- | ---------------------- | ---------------------- |
| م                      | عداء                   | مرتبة                  |
| 191                    | Audrey Cordon-Ragot    | 51                     |
| 192                    | Maggie Coles-Lyster ‏   | 44                     |
| 193                    | Danielle De Francesco ‏ | 93                     |
| 194                    | Mareille Meijering ‏    | 10                     |
| 195                    | Nikola Nosková ‏        | 15                     |
| 196                    | Emanuela Zanetti‏       | 86                     |

## التصنيف العام النهائي
| التصنيف العام | التصنيف العام       | التصنيف العام             | التصنيف العام  | التصنيف العام |
| المتسابقة     | المتسابقة           | الفريق                    | الوقت          |               |
| ------------- | ------------------- | ------------------------- | -------------- | ------------- |
| 1             | إليسا ونغو بورغيني  | Lidl–Trek (women's team) ‏ | 12 س 08 د 48 ث |               |
| 2             | Gaia Realini ‏       | Lidl–Trek (women's team) ‏ | + 7 ث          |               |
| 3             | Silvia Persico ‏     | يو أي أيه تيم ‏            | + 1 د 18 ث     |               |
| 4             | Anna Shackley ‏      | إس دي وركس ‏               | + 1 د 35 ث     |               |
| 5             | Elise Chabbey ‏      | كانيون–إس آر إيه إم ‏      | + 1 د 58 ث     |               |
| 6             | Mikayla Harvey ‏     | يو أي أيه تيم ‏            | + 2 د 02 ث     |               |
| 7             | ثريا بالادين        | كانيون–إس آر إيه إم ‏      | + 2 د 06 ث     |               |
| 8             | Esmée Peperkamp ‏    | فريق سنويب للسيدات ‏       | + 2 د 22 ث     |               |
| 9             | ليان ليبرت          | موفيستار للسيدات ‏         | + 2 د 35 ث     |               |
| 10            | Mareille Meijering ‏ | Zaaf Cycling Team ‏        | + 2 د 37 ث     |               |
|               |                     |                           |                |               |
|               |                     |                           |                |               |

### تصنيف النقاط
| تصنيف النقاط | تصنيف النقاط              | تصنيف النقاط                        | تصنيف النقاط | تصنيف النقاط |
| المتسابقة    | المتسابقة                 | الفريق                              | النقاط       |              |
| ------------ | ------------------------- | ----------------------------------- | ------------ | ------------ |
| 1            | Charlotte Kool ‏           | فريق سنويب للسيدات ‏                 | 56 نقطة      |              |
| 2            | كيارا كونسوني             | يو أي أيه تيم ‏                      | 49 نقطة      |              |
| 3            | لورينا ويبيس              | إس دي وركس ‏                         | 48 نقطة      |              |
| 4            | إليسا ونغو بورغيني        | Lidl–Trek (women's team) ‏           | 31 نقطة      |              |
| 5            | Agnieszka Skalniak-Sójka ‏ | كانيون–إس آر إيه إم ‏                | 27 نقطة      |              |
| 6            | Iris Monticolo ‏           | توب قيرلز فسى برتولو ‏               | 24 نقطة      |              |
| 7            | Silvia Persico ‏           | يو أي أيه تيم ‏                      | 18 نقطة      |              |
| 8            | Gaia Realini ‏             | Lidl–Trek (women's team) ‏           | 16 نقطة      |              |
| 9            | ماريا جوليا كونفالونيري   | فريق أونو إكس برو للدراجات للسيدات ‏ | 14 نقطة      |              |
| 10           | فايفر جورجي               | فريق سنويب للسيدات ‏                 | 12 نقطة      |              |
|              |                           |                                     |              |              |
|              |                           |                                     |              |              |

## تصنيف الفرق

### الفرق حسب الوقت
| تصنيف الفرق حسب الوقت | تصنيف الفرق حسب الوقت                              | تصنيف الفرق حسب الوقت | تصنيف الفرق حسب الوقت |
| الفريق                | الفريق                                             | الوقت                 |                       |
| --------------------- | -------------------------------------------------- | --------------------- | --------------------- |
| 1                     | يو أي أيه تيم ‏                                     | 36 س 33 د 53 ث        |                       |
| 2                     | كانيون–إس آر إيه إم ‏                               | + 3 د 07 ث            |                       |
| 3                     | St. Michel–Preference Home–Auber93 (women's team) ‏ | + 6 د 08 ث            |                       |
|                       |                                                    |                       |                       |
|                       |                                                    |                       |                       |

## تصانيف فرعية

### تصنيف أفضل شاب
| تصنيف أفضل شابة | تصنيف أفضل شابة | تصنيف أفضل شابة           | تصنيف أفضل شابة | تصنيف أفضل شابة |
| المتسابقة       | المتسابقة       | الفريق                    | الوقت           |                 |
| --------------- | --------------- | ------------------------- | --------------- | --------------- |
| 1               | Gaia Realini ‏   | Lidl–Trek (women's team) ‏ | 12 س 08 د 55 ث  |                 |
| 2               | Anna Shackley ‏  | إس دي وركس ‏               | + 1 د 28 ث      |                 |
| 3               | Mikayla Harvey ‏ | يو أي أيه تيم ‏            | + 1 د 55 ث      |                 |
|                 |                 |                           |                 |                 |
|                 |                 |                           |                 |                 |

## وصلات خارجية
- الموقع الرسمي